# ヒメクグ
ヒメクグ（Kyllinga brevifolia Rottb. var. leiolepis）は、単子葉類カヤツリグサ科ヒメクグ属（またはカヤツリグサ属）の多年草である。よく育っても高さ30cm程度の小型の草で、湿ったところに生える。花茎の先端に、丸っこいくす玉のような穂を、1個つけるのが特徴である。
地下茎は浅い土の中を横に這い、茶色の鞘に包まれる。節ごとにまばらに花茎を出すが、匍匐茎の伸びが悪くて花茎が集まって生じることもある。花茎を出す前は、葉をつける短い茎があり、根出葉を広げる。根出葉は平らに広がって伸び、黄緑色で表面に強い照りがある。
花茎は断面が三角で、緑色でつやがある。先端に花序がつく。花序のすぐ下にそれぞれ長さが異なる3枚ほどの苞がつく。苞は葉状で、水平に広がり、長く伸びる。花序は多数の小穂が頭状に集まったもので、ほぼ球形のものが一つだけ（まれに2～3個）である。小穂は左右から偏平で、基本的にはカヤツリグサ属の一般と同じく、2つ折りになった鱗片が2列につく形だが、花数が極端に少なく、鱗片はせいぜい数枚、花も2つくらいしかなく、果実を実らせるのは小穂1個あたり1つだけである。小穂は先端がとがっているので、花序は短いイガのある栗のように、刺々な印象。果実が熟すると、小穂の基部から外れて落ちる。
日本全国に分布し、湿った日なたに多い。水田のあぜ道などでは常連である。国外では朝鮮から中国、ウスリー地方に分布する。

## 近縁種
基本変種はアイダクグ（K. brevifolia Rottb. var. brevifolia）である。ヒメクグに比べ、やや大柄で茎も太い感じであるが、はっきりした区別は小穂にある。2つ折りになった鱗片の背中側の稜（竜骨という）が滑らかなのがヒメクグであり、アイダクグの場合にはここに少数の鋸歯が出る。こちらは本州以南、国外では中国からインドネシア、インドにかけて分布している。なお、この両者を亜種の関係と見なす説もある。
沖縄県にはよく似た別種のオオヒメクグ（K. killingia Rottb.）が普通に産する。小穂の竜骨に翼（平らな出っ張り）が出るのが特徴である。外見上は、やや背が高くなること、ヒメクグやアイダクグでは穂は緑色を帯びるのに対して、はっきりと白っぽいのが区別点となる。この種は中国からミクロネシア、インド、アフリカにまで分布する。

## 似た姿のもの
外見がやや似た姿の植物に、ヒンジガヤツリ（Lipocarpha microcephala (R. Br.) Kunth）がある。水田によく出現し、花茎の先端にくす玉状の丸い穂をつける様子はなかなかよく似ているが、小穂の構造には大きく異なる特徴があるので、別属とされている。外見的には、ヒンジガヤツリには匍匐茎がない事、球状の花序が普通は3つぐらい着く事があげられる。品字蚊帳釣の名は、丸い花序が3つ並ぶのを品の漢字に擬えたものである。